# 2 minutters forskel
2 minutters forskel er en film fra 1994, der er instrueret af Nicolai Gunge. Det er en dokumentarfilm af 27 minutters længde.